# Phanaeus prasinus
Phanaeus prasinus är en skalbaggsart som beskrevs av Edgar von Harold 1868. Phanaeus prasinus ingår i släktet Phanaeus och familjen bladhorningar.

## Underarter
Arten delas in i följande underarter:
- P. p. jolyi
- P. p. lugens
- P. p. trinidadensis